# Red Heat (1988)
Red Heat is een Amerikaanse politie-actiefilm uit 1988 onder regie van Walter Hill. De hoofdrollen worden vertolkt door Arnold Schwarzenegger en James Belushi.

## Verhaal
Ivan Danko is een politiekapitein van Moskou die de leiding heeft over de aanhouding van Viktor Rostavili, een gevaarlijke drugshandelaar. Deze laatste doodt Youri, Ivans collega, en vlucht naar Chicago. Danko besluit om hem naar de Verenigde Staten te achtervolgen. Daar moet  hij samenwerken met de schietgrage en blunderende rechercheur Art Ridzik van de Chicago Police Department om Rostavili te arresteren.

## Rolverdeling
| Acteur                | Personage                       |
| --------------------- | ------------------------------- |
| Arnold Schwarzenegger | Captain Ivan Danko              |
| James Belushi         | Detective Sergeant Art Ridzik   |
| Peter Boyle           | Commander Lou Donnelly          |
| Ed O'Ross             | Viktor Rostavili / Viktor Rosta |
| Larry Fishburne       | Lieutenant Charlie Stobbs       |
| Gina Gershon          | Catherine "Cat" Manzetti        |
| Richard Bright        | Sergeant Max Gallagher          |
| J. W. Smith           | Salim                           |
| Brent Jennings        | Abdul Elijah                    |
| Gretchen Palmer       | Hooker                          |
| Pruitt Taylor Vince   | Night Clerk                     |
| Michael Hagerty       | Pat Nunn                        |
| Brion James           | "Streak"                        |
| Gloria Delaney        | Intern                          |
| Peter Jason           | TV announcer                    |
| Oleg Vidov            | Yuri Ogarkov                    |
| Savely Kramarov       | Gregor Moussorsky               |